# Costes de Cantellet
Les Costes de Cantellet són unes costes de muntanya del terme municipal de Conca de Dalt, al Pallars Jussà, dins de l'antic terme d'Hortoneda de la Conca, a l'àmbit del poble d'Hortoneda.
Estan situades al sud d'Hortoneda, a la riba esquerra del barranc de la Coma de l'Olla, al vessant sud-est del Serrat de Cantellet. En el seu extrem sud-oest hi ha el Coll d'Estessa.